# Nidularium rutilans
Nidularium rutilans är en gräsväxtart som beskrevs av Charles Jacques Édouard Morren. Nidularium rutilans ingår i släktet Nidularium och familjen Bromeliaceae. Inga underarter finns listade i Catalogue of Life.

## Bildgalleri

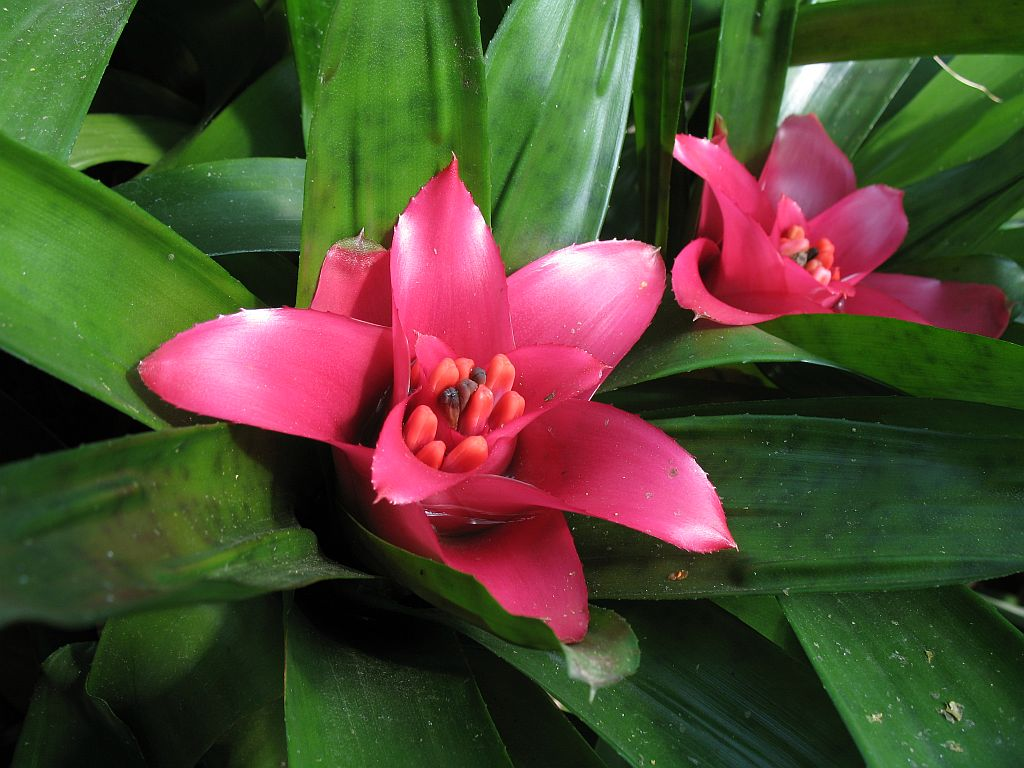
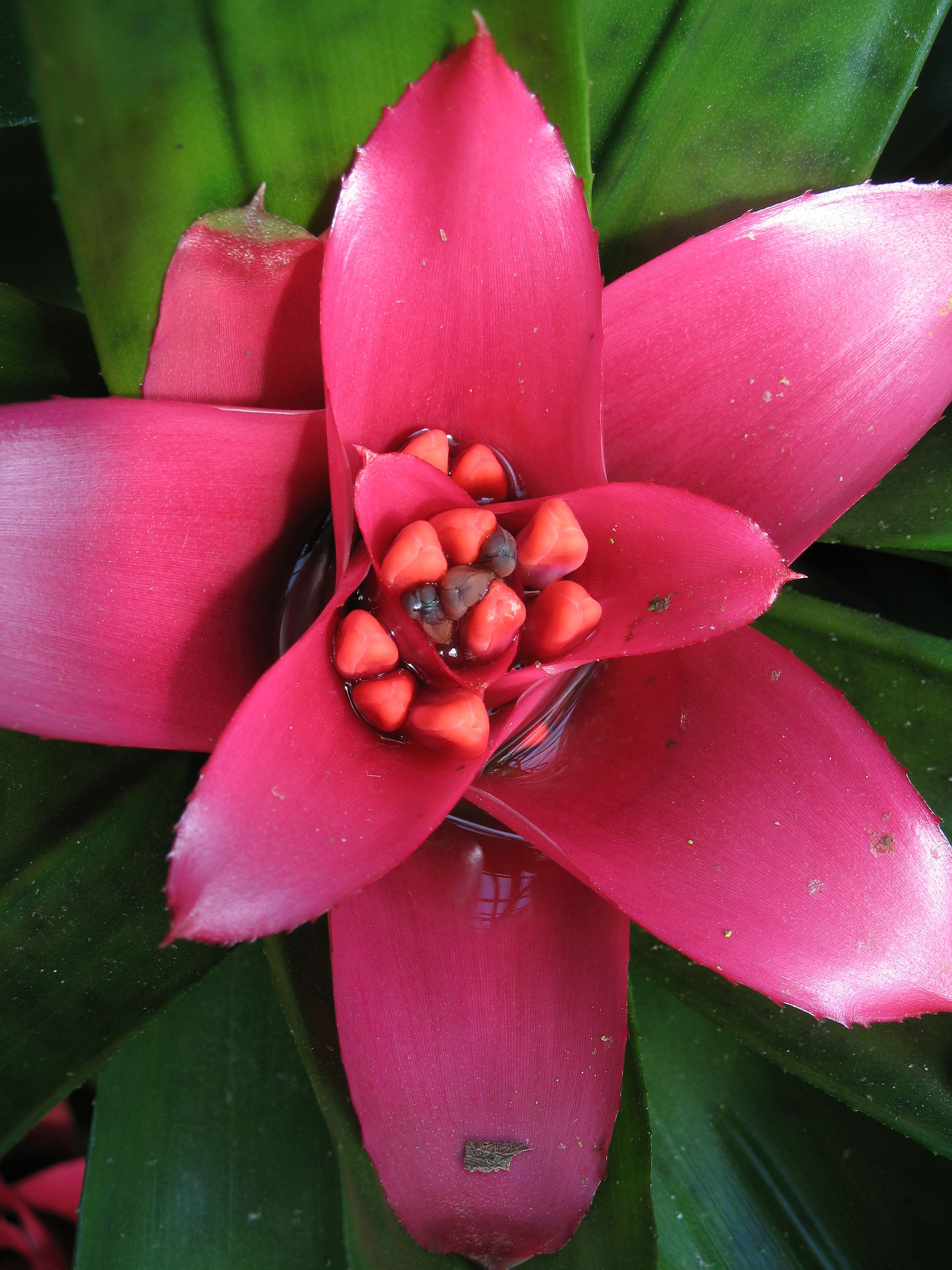